# Mademoiselle (court métrage)
Pour les articles homonymes, voir Mademoiselle (homonymie).
 (août 2019).
Si vous disposez d'ouvrages ou d'articles de référence ou si vous connaissez des sites web de qualité traitant du thème abordé ici, merci de compléter l'article en donnant les références utiles à sa vérifiabilité et en les liant à la section « Notes et références ».
Mademoiselle est un court-métrage de 2014, réalisé par Guillaume Gouix.

## Synopsis
Dans un bar des jeunes dansent et boivent. Deux amies s'amusent, l'une est un peu plus âgée que l'autre. Alors que la plus jeune se fait draguer par un garçon entreprenant, les choses dérapent et il tente de l'embrasser de force, elle se défend d'un coup de genou bien placé. Son amie s'est aperçue du manège et retrouve le garçon avec un ami à l'extérieur, elle demande des explications et les traite de connards. L'ami du jeune homme lui répond alors « faut vous calmer, madame ! ». Cette phrase va déstabiliser la jeune femme, qui erre un temps dans la rue puis est rejointe par sa jeune amie, elle essaye de comprendre ce qui s'est passé et pourquoi ce madame lui a fait un tel effet.

## Fiche technique
- Réalisation : Guillaume Gouix
- Scénario : Guillaume Gouix
- Photographie : David Chambille
- Montage : Albertine Lastera
- Scripte : Céline Savodelli
- Son : Mathieu Descamps
- Monteur son : Pierre André
- Décors : Julie Wassef
- Costumes : Carole Chollet
- Coiffure et maquillage : Alice Robert
- Production : Isabelle Madelaine
- Pays :   France
- Langue originale : français
- Genre : drame
- Durée : 17 minutes

## Distribution
- Céline Salette
- Fanny Touron
- Vincent Deniard
- Finnegan Oldfield
- Laurent Delbecque

## Distinction
Le court métrage a été nommé dans la  Section Orizzonti - court métrage de la Mostra de Venise 2014 (édition 71).